# Contea di James City
La contea di James City (in inglese James City County ) è una contea dello Stato della Virginia, negli Stati Uniti. La popolazione al censimento del 2000 era di 54 000 abitanti. Il capoluogo di contea è Williamsburg.